# Giáp Tiên

Vị trí tại Cao Hùng

Giáp Tiên (bính âm: Jiǎxiān; Wade–Giles: chia-hsien) là một khu (quận) của thành phố Cao Hùng, Trung Hoa Dân Quốc (Đài Loan). Đây là một quận nông thôn miền núi với nông sản có tiếng là khoai sọ và măng tre. Diện tích của quận là 124,0340 km², dân số vào tháng 8 năm 2011 là 7.066 người thuộc 2.505 hộ gia đình, mật độ cư trú đạt 57 người/km².